# Жан II Жувенель дез Урсен
Жан II Жувенель дез Урсен (фр. Jean II Jouvenel des Ursins; нар. 23 листопада 1388, Париж — пом. 14 липня 1473, Реймс) — середньовічний французький політичний і релігійний діяч, дипломат, хронист.

## Життєпис
Походив з впливового купецько-шляхетського роду Жувенель дез Урсен (інколи Жувеналь дес Юрсен). Син Жана Жувенеля дез Урсена, купецького прево Парижу і королівського правника, та Мішель де Вітрі. Народився 1388 року в Парижі.
Вивчав канонічне і цивільне право в Орлеанському університеті іСорбонні, отримавши ступінь доктора. Почав свою кар'єру з посади королівського чиновника в Паризькому парламенті. 1413 року родина Жувенель дез Урсен фінансово постраждала під час повстання кабош'єнів. Сам Жан разом з батьком вподальшомубрав участь в його придушенні.
Після захоплення в 1418 році Парижа бургундським герцогом Жаном I, втік разом з родиною до дофіна Карла в Пуатьє, де його батько став президентом відтвореного там Паризького парламенту, а сам він разом з братами Вільгельмом і Жаком — його членами.
Невдовзі вирішує обрати церквону кар'єру. У 1429 році став королівським адвокатом і королівським капеланом, потім протоієреєм Кармайн і дуайєном в Авранші. У 1432 році змінив на посаді єпископа Бове П'єра Кошона.
Був прихильником централизаторской політики короля Карла VII. У 1435 році брав участь в підготовці конференції в Аррасі, а в 1439 році виступав на засіданні Генеральних штатів в Орлеані. Займався організацією оборони від англійців міста Бове та усього єпископства.
У 1444 році був призначений єпископом Лана, в 1449 році змінив свого брата Жака на посаді архієпископа Реймса. У 1452 року відповідно до наказу папи римського Калікста III очолив процес реабілітації Жанни д'Арк, який завершився 1456 року.
15 серпня 1461 року коронував нового короля Людовика XI в Реймському соборі, склавши з цього приводу вітальну промову. У 1462 році на прохання нового короля склав разом з відомим дипломатом Вільгельмом Кузино де Монтрейль трактат, який спростовував домагання англійського короля Едуарда IV Йорка на французький трон. 1468 року брав участь в роботі Генеральних Штатів в Турі. Помер 1473 року в Реймсі.

## Творчість
Вважається автором «Історії короля Карла VI» (фр. Histoire de Charles VI Roy de France), що охоплює події 1380—1422 років. Ця хроніка є одним з основних джерел про події Столітньої війни. Вперше булаопубліканова 1614 року. Жан II Жувенель дез Урсен в хроніці докладно описує рух кабош'єнів, битву при Азенкурі, захоплення Парижу герцогом Бургундії, договір в Труа з Англією, війну арман'яков і бургиньйонів тощо, доповнюючи їх власними свідченнями та міркуваннями. Так, в церквоному плані виступав за обмеження папської влади та за централізацію держави під владою короля.
Є також автором мемуарів про події 1430-1440-х років, що містять, зокрема, відомості про процес Жанни д'Арк, взяття Парижа в 1436 році.
Залишив 11 полемічних трактатів, серед яких виділяються «Audite illos» (1432 рік) і «Audite celi» (1435 рік), що містять обґрунтоване спростування англійських претензій на французьку корону, а також низку богословських творів, зокрема «Небеса, слухайте», «Християнішний, найвищий і наймогутніший король».